# جوئل ژرمن
جوئل ژرمن (انگلیسی: Joël Germain؛ زادهٔ ۷ دسامبر ۱۹۶۴) بازیکن فوتبال اهل فرانسه است.
از باشگاه‌هایی که در آن بازی کرده‌است می‌توان به باشگاه فوتبال لیل، باشگاه فوتبال کان، و باشگاه فوتبال استاد رنس اشاره کرد.